# 실버 에이지 (만화)
실버 에이지(영어: Silver Age of Comic Books 실버 에이지 오브 코믹 북스[*])는 미국 만화의 1950년대 중반부터 1970대 초반까지의 시대를 말한다. 스탠 리, 잭 커비와 같은 오늘날 거장의 만화가들이 대거 활동했다.